# Bratři Orffové
Bratři Orffové je česká alternativní hudební skupina z Krnova. Frontmanem je umělec Ivan Gajdoš, kterého ve věcích veřejných zastupuje Lukáš Novotný.

## Interpretace
S nápadem založení projektu Bratři Orffové přišel počátkem nového tisíciletí hudebník Lukáš Novotný, který oslovil frontmana kapely U Hřebíčků Ivana Gajdoše s nápadem zabalit jeho dílo do modernějšího kabátu. V roce 2002 vznikly první dvě skladby a v roce 2005 vydali první album Bingriwingri. Název projektu Bratři Orffové má odkazovat na dílo Carla Orffa.

### Serža Vantóš
Hrdina, který je hlavní postavou písní Bratří Orffů z alb. Symbolizuje život maloměšťáka, který se snaží porozumět okolnímu světu.

## Ocenění
- Cena Anděl – skupina roku 2013[3]

- Album Šero
  - cena hudební kritiky Apollo za nejlepší album roku 2013[4]
  - cena Anděl za album roku 2013[5]

## Obsazení
- Ivan Gajdoš – zpěv, kytara
- Libor Martiník – trubka, zvuky
- Lenka Korousová – klávesy, perkuse
- František Škrla – bicí, perkuse
- Břetislav Koláček – baskytara
- Petr Dula – klávesy, syntezátory
- Lukáš Novotný – kytara, efekty
- David Straka – klávesy, syntezátory

## Diskografie
- Bingriwingri (2005)
- Šero (2013)

Skupina je také přítomna na tribute albu Hommage à Jiří Bulis (2015), hraje zde píseň Anděl radosti.

## Galerie

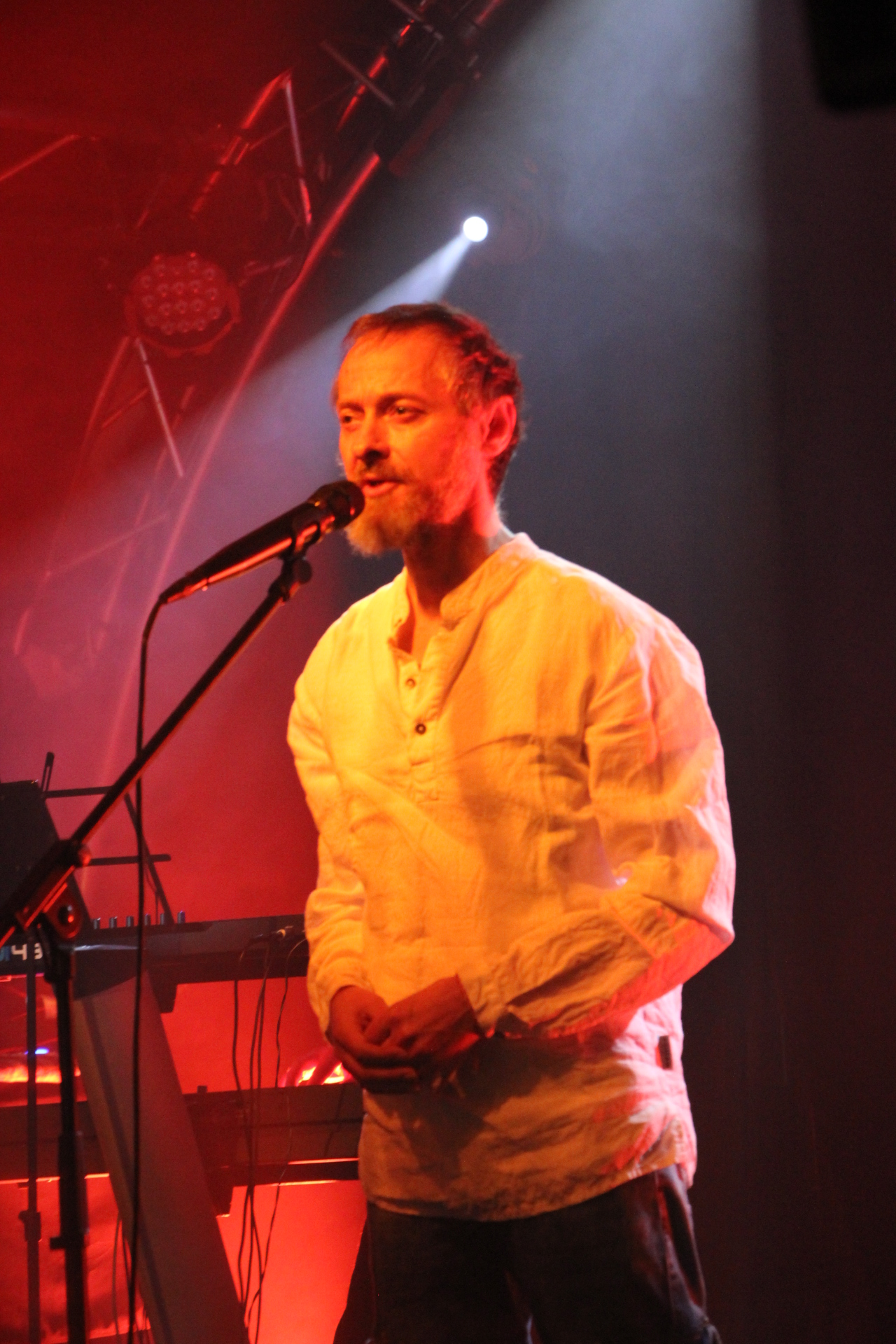
Ivan Gajdoš
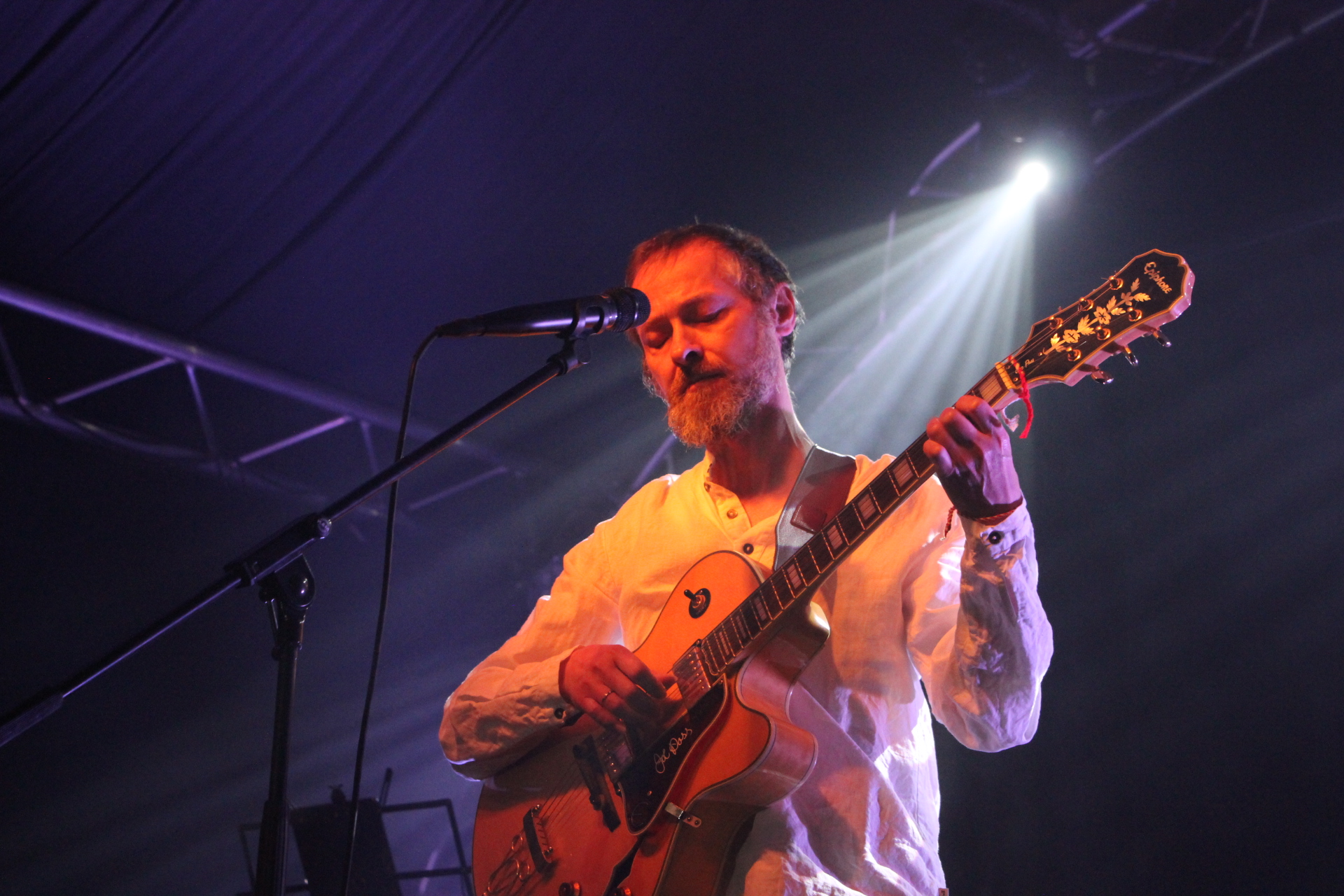
Koncert skupiny
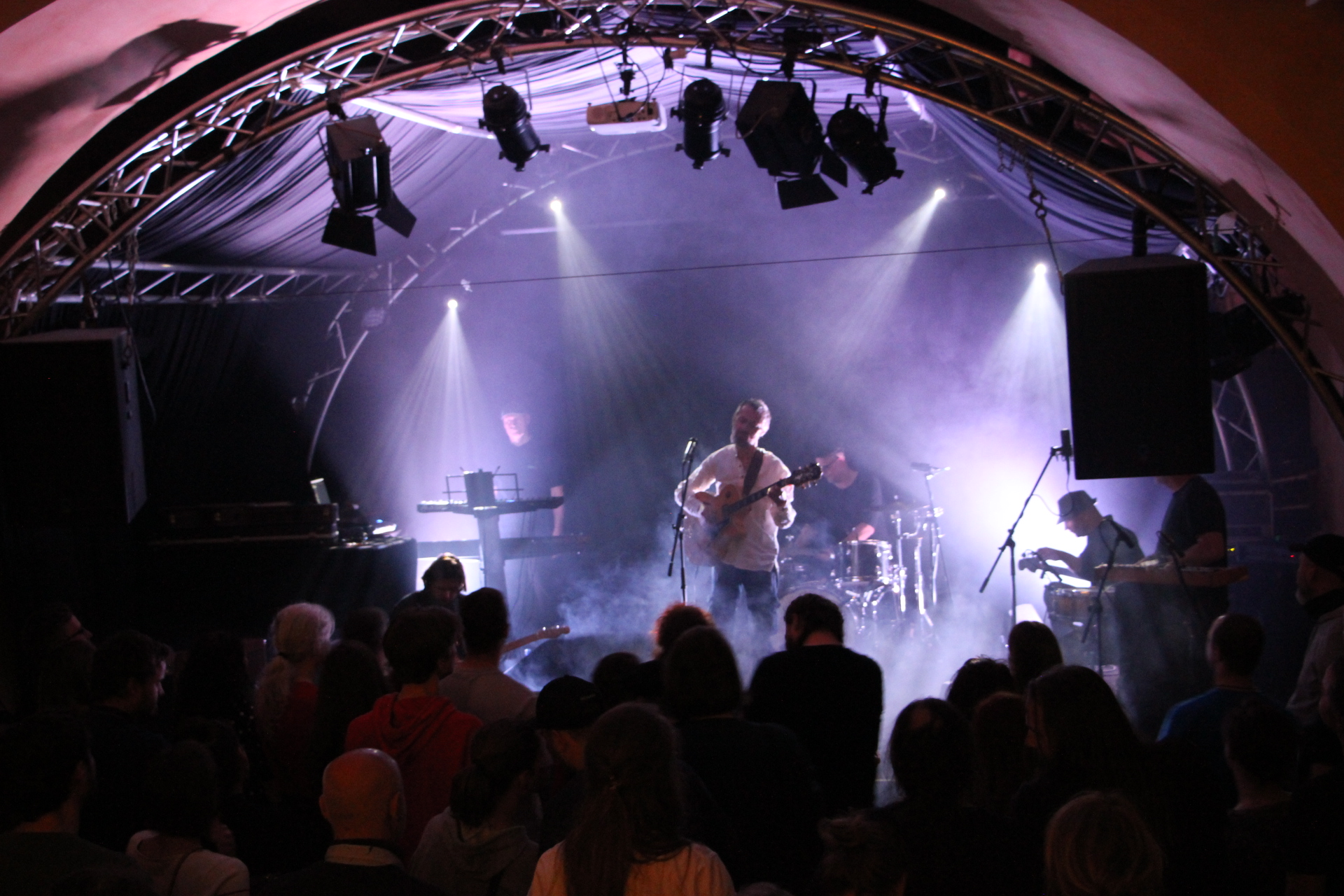
Koncert v Jazz Tibet Clubu v Olomouci 17. 4. 2024
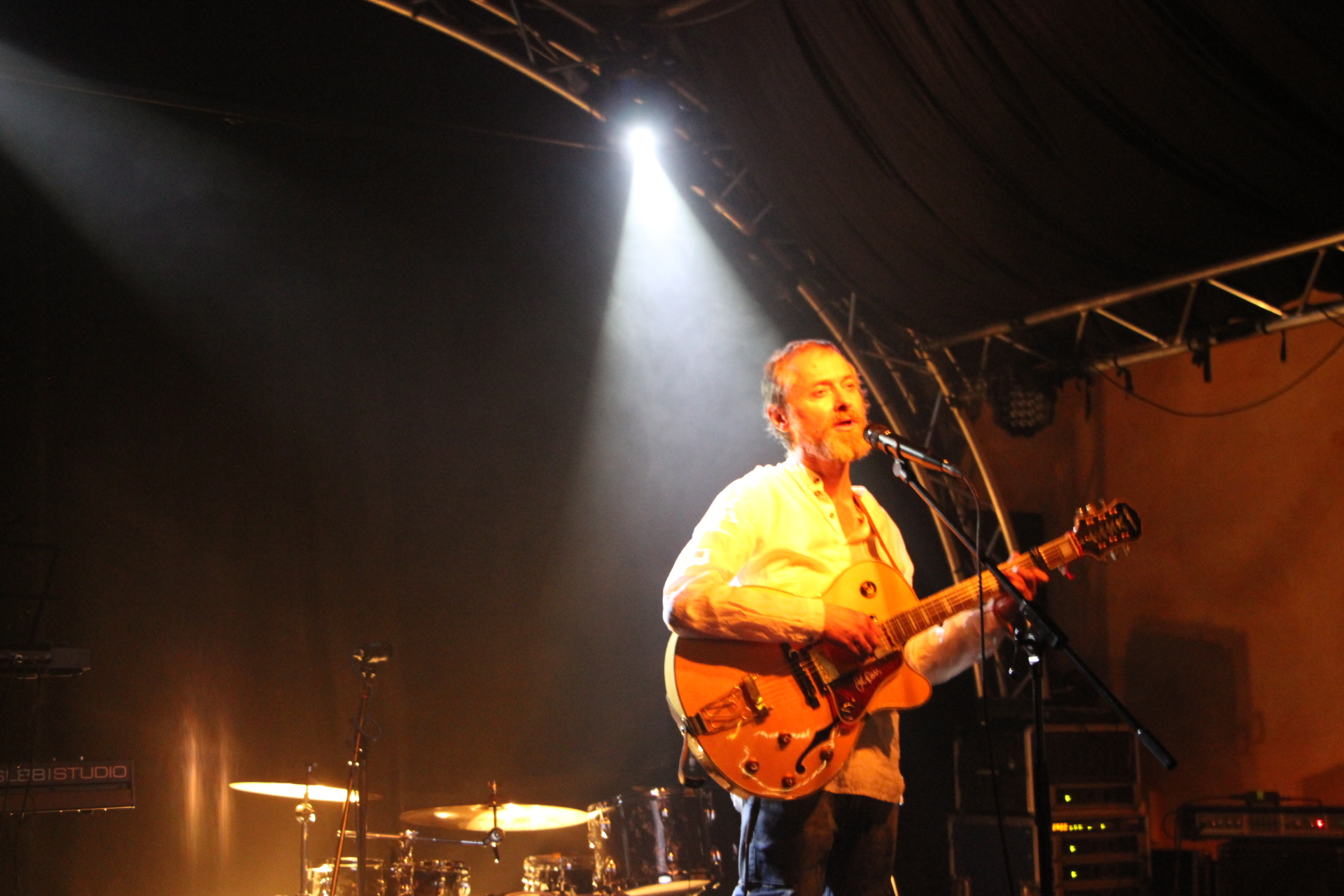
Koncert v Jazz Tibet Clubu v Olomouci 17. 4. 2024
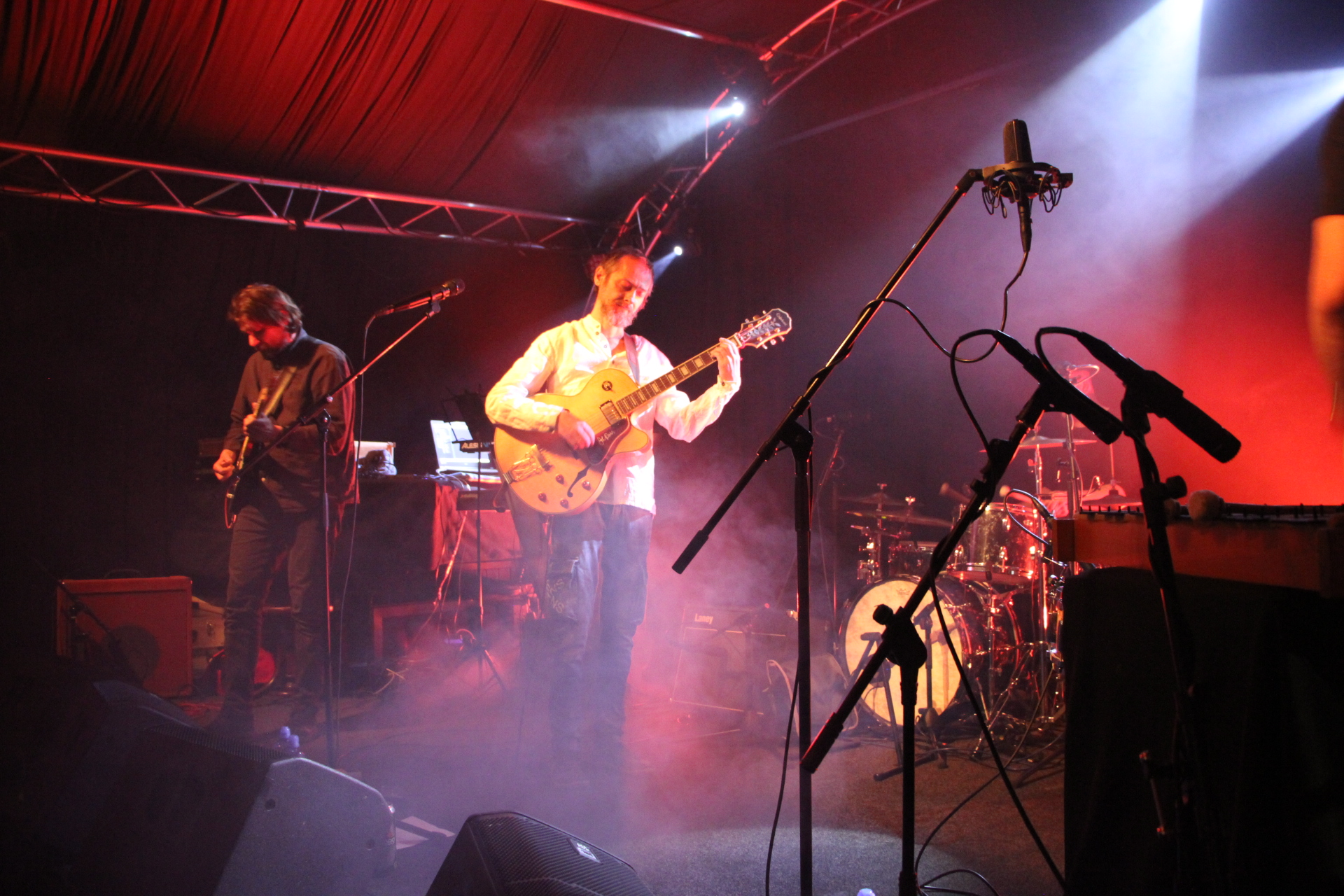
Koncert v Jazz Tibet Clubu v Olomouci 17. 4. 2024